# Kristvalla landskommun
Kristvalla landskommun var en kommun i Kalmar län.

## Administrativ historik
Kommunen inrättades som landskommun i Kristvalla socken i Norra Möre härad i Småland när 1862 års kommunalförordningar trädde i kraft. Den uppgick 1952 i Madesjö landskommun som 1969 uppgick i Nybro stad, från 1971 Nybro kommun.

## Politik

### Mandatfördelning i Kristvalla landskommun 1938-1946
| 6 | 7 | 4 |

| 17 |

| 5 | 8 | 4 |

| 17 |

| 5 | 8 | 4 |

| 17 |